# Liste der Monuments historiques in Rivecourt
Die Liste der Monuments historiques in Rivecourt führt die Monuments historiques in der französischen Gemeinde Rivecourt auf.

## Liste der Bauwerke
| Bezeichnung                      | Beschreibung              | Standort | Kennzeichnung | Schutzstatus | Datum | Bild           |
| -------------------------------- | ------------------------- | -------- | ------------- | ------------ | ----- | -------------- |
| Kirche St-Wandrille und Friedhof | Erbaut im 16. Jahrhundert | (Lage)   | PA00114840    | Inscrit      | 1945  | weitere Bilder |